# Nanny (namn)

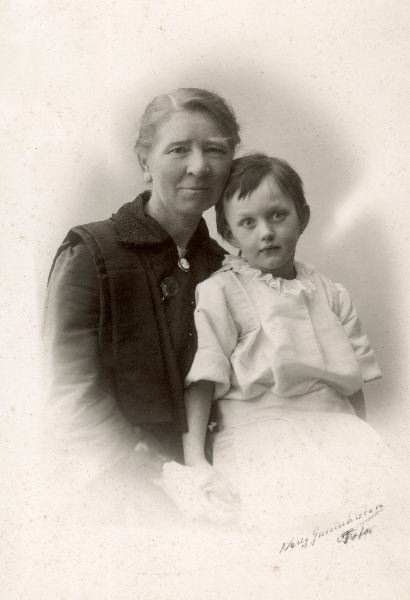
Nanny Palmkvist cirka 1906.

Nanny är ett kvinnligt förnamn som är ovanligt idag, men som var vanligare förr. Namnet var ursprungligen ett engelskt smeknamn för Anne. Den 31 december 2008 fanns i Sverige 1923 kvinnor med förnamnet Nanny. Av dessa har 697 Nanny som tilltalsnamn.
I den finlandssvenska namnsdagslängden har Nanny namnsdag 9 juli sedan 1950.

## Personer med namnet Nanny
- Nanny – jamaicansk upprorsledare
- Nanny Halvardsson - Svensk 110-åring.